# Ranjit Singh
Ranjit Singh (Gujranwala, Imperio Mogol, 13 de noviembre de 1780 - Lahore, Reino sij, 27 de junio de 1839), conocido como el león del Punyab, fue un marajá fundador del reino sij del Punyab, cuyo ejército y administración estaban formados por miembros de las religiones sij, musulmana e hindú. 
A la muerte de su padre, Maha Singh (un capitán sij) en 1792, se convirtió en el jefe de los shukerchakias (un grupo sij situado en lo que hoy es Pakistán). Tenía tan solo 12 años y tras varias campañas, sus rivales acabaron aceptándole como líder y unió las facciones sijes en una única entidad.
En 1799 conquistó Lahore, la capital del Panyab (hoy en Pakistán) y en 1801 se proclamó a sí mismo majarás del Panyab. En 1802 capturó Amritsar, la ciudad sagrada de los sijes. Para 1820 había consolidado su dominio sobre la totalidad del Panyab entre los ríos Sutlej e río Indo. Derrotó en varias ocasiones a afganos y pastunes a lo largo de las décadas de 1820 y 1830, terminando por invadir Afganistán, junto con tropas británicas en 1838.
Acumuló una considerable riqueza, incluyendo la posesión del diamante Koh-i-Noor de Shuja Shah Durrani de Afganistán, que dejó como donación  en 1839 en el Templo Jagannath en la ciudad de Puri, a orillas del golfo de Bengala, en el estado de Odisha.
Apenas murió Ranjit Singh (en 1839), su reino colapsó.

## Visión de su imperio
Los historiadores musulmanes de mediados del siglo XIX, como Shahamat Ali, que experimentó el Reino sij de primera mano, presentaron un punto de vista diferente sobre el Imperio y el gobierno de Ranjit Singh. Según Ali, el gobierno de Ranjit Singh era despótico, y era un monarca mezquino en contraste con el Imperio mogol. Se afirma que el impulso inicial para la construcción del Imperio en estas cuentas es el "insaciable apetito de saqueo" del ejército Khalsa liderado por Ranjit Singh, su deseo de "ciudades frescas para saquear", y la eliminación por completo de la era mogol "de los ingresos que interceptan los intermediarios entre el campesino cultivador y el tesoro". Según Ishtiaq Ahmed, el gobierno de Ranjit Singh condujo a una mayor persecución de los musulmanes en Cachemira, ampliando la persecución anteriormente selectiva de los musulmanes chiitas e hindúes por parte de los gobernantes musulmanes suníes afganos entre 1752 y 1819 antes de que Cachemira pasara a formar parte de su imperio sij. Bikramjit Hasrat describe a Ranjit Singh como un "déspota benevolente".
Los relatos musulmanes sobre el gobierno de Ranjit Singh fueron cuestionados por los historiadores sijs de la misma época. Por ejemplo, Ratan Singh Bhangu en 1841 escribió que estos relatos no eran exactos, y según Anne Murphy, señaló, "¿cuándo un musulmán alabaría a los sijs?" En cambio, el oficial militar británico de la época colonial, Hugh Pearse, en 1898, criticó el gobierno de Ranjit Singh, por considerarlo fundado en "la violencia, la traición y la sangre". Sohan Seetal no está de acuerdo con este relato y afirma que Ranjit Singh había animado a su ejército a responder con un "ojo por ojo" contra el enemigo, violencia por violencia, sangre por sangre, saqueo por saqueo.

## Descendencia
|  |  |  |  |  |  |  |  |  |  |            |            |            |            |                 |                 |                 |                 |                 |                 |              |              |              |              |            |            |            |            |            |            |  |  |             |             | Ranjit Singh |             |             |             |  |  |           |           |           |           |              |              |              |              |                     |                     |                     |                     |                     |                     |              |              |              |              |  |  |                       |                       |                       |                       |                       |                       |  |  |  |  |  |  |
|  |  |  |  |  |  |  |  |  |  |            |            |            |            |                 |                 |                 |                 |                 |                 |              |              |              |              |            |            |            |            |            |            |  |  |             |             |              |             |             |             |  |  |           |           |           |           |              |              |              |              |                     |                     |                     |                     |                     |                     |              |              |              |              |  |  |                       |                       |                       |                       |                       |                       |  |  |  |  |  |  |
|  |  |  |  |  |  |  |  |  |  |            |            |            |            |                 |                 |                 |                 |                 |                 |              |              |              |              |            |            |            |            |            |            |  |  |             |             |              |             |             |             |  |  |           |           |           |           |              |              |              |              |                     |                     |                     |                     |                     |                     |              |              |              |              |  |  |                       |                       |                       |                       |                       |                       |  |  |  |  |  |  |
|  |  |  |  |  |  |  |  |  |  |            |            |            |            |                 |                 |                 |                 |                 |                 |              |              |              |              | Datar Kaur | Datar Kaur | Datar Kaur | Datar Kaur | Datar Kaur | Datar Kaur |  |  | Mehtab Kaur | Mehtab Kaur | Mehtab Kaur  | Mehtab Kaur | Mehtab Kaur | Mehtab Kaur |  |  | Jind Kaur | Jind Kaur | Jind Kaur | Jind Kaur | Jind Kaur    | Jind Kaur    |              |              |                     |                     |                     |                     |                     |                     |              |              |              |              |  |  |                       |                       |                       |                       |                       |                       |  |  |  |  |  |  |
|  |  |  |  |  |  |  |  |  |  |            |            |            |            |                 |                 |                 |                 |                 |                 |              |              |              |              | Datar Kaur | Datar Kaur | Datar Kaur | Datar Kaur | Datar Kaur | Datar Kaur |  |  | Mehtab Kaur | Mehtab Kaur | Mehtab Kaur  | Mehtab Kaur | Mehtab Kaur | Mehtab Kaur |  |  | Jind Kaur | Jind Kaur | Jind Kaur | Jind Kaur | Jind Kaur    | Jind Kaur    |              |              |                     |                     |                     |                     |                     |                     |              |              |              |              |  |  |                       |                       |                       |                       |                       |                       |  |  |  |  |  |  |
|  |  |  |  |  |  |  |  |  |  |            |            |            |            |                 |                 |                 |                 |                 |                 |              |              |              |              |            |            |            |            |            |            |  |  |             |             |              |             |             |             |  |  |           |           |           |           |              |              |              |              |                     |                     |                     |                     |                     |                     |              |              |              |              |  |  |                       |                       |                       |                       |                       |                       |  |  |  |  |  |  |
|  |  |  |  |  |  |  |  |  |  | Chand Kaur | Chand Kaur | Chand Kaur | Chand Kaur | Chand Kaur      | Chand Kaur      |                 |                 | Kharak Singh    | Kharak Singh    | Kharak Singh | Kharak Singh | Kharak Singh | Kharak Singh |            |            |            |            |            |            |  |  | Sher Singh  | Sher Singh  | Sher Singh   | Sher Singh  | Sher Singh  | Sher Singh  |  |  |           |           |           |           | Bamba Müller | Bamba Müller | Bamba Müller | Bamba Müller | Bamba Müller        | Bamba Müller        |                     |                     | Duleep Singh        | Duleep Singh        | Duleep Singh | Duleep Singh | Duleep Singh | Duleep Singh |  |  | Ada Douglas Wetherill | Ada Douglas Wetherill | Ada Douglas Wetherill | Ada Douglas Wetherill | Ada Douglas Wetherill | Ada Douglas Wetherill |  |  |  |  |  |  |
|  |  |  |  |  |  |  |  |  |  | Chand Kaur | Chand Kaur | Chand Kaur | Chand Kaur | Chand Kaur      | Chand Kaur      |                 |                 | Kharak Singh    | Kharak Singh    | Kharak Singh | Kharak Singh | Kharak Singh | Kharak Singh |            |            |            |            |            |            |  |  | Sher Singh  | Sher Singh  | Sher Singh   | Sher Singh  | Sher Singh  | Sher Singh  |  |  |           |           |           |           | Bamba Müller | Bamba Müller | Bamba Müller | Bamba Müller | Bamba Müller        | Bamba Müller        |                     |                     | Duleep Singh        | Duleep Singh        | Duleep Singh | Duleep Singh | Duleep Singh | Duleep Singh |  |  | Ada Douglas Wetherill | Ada Douglas Wetherill | Ada Douglas Wetherill | Ada Douglas Wetherill | Ada Douglas Wetherill | Ada Douglas Wetherill |  |  |  |  |  |  |
|  |  |  |  |  |  |  |  |  |  |            |            |            |            |                 |                 |                 |                 |                 |                 |              |              |              |              |            |            |            |            |            |            |  |  |             |             |              |             |             |             |  |  |           |           |           |           |              |              |              |              |                     |                     |                     |                     |                     |                     |              |              |              |              |  |  |                       |                       |                       |                       |                       |                       |  |  |  |  |  |  |
|  |  |  |  |  |  |  |  |  |  |            |            |            |            | Nau Nihal Singh | Nau Nihal Singh | Nau Nihal Singh | Nau Nihal Singh | Nau Nihal Singh | Nau Nihal Singh |              |              |              |              |            |            |            |            |            |            |  |  |             |             |              |             |             |             |  |  |           |           |           |           |              |              |              |              | Sophia Duleep Singh | Sophia Duleep Singh | Sophia Duleep Singh | Sophia Duleep Singh | Sophia Duleep Singh | Sophia Duleep Singh |              |              |              |              |  |  |                       |                       |                       |                       |                       |                       |  |  |  |  |  |  |

## Legado
Singh es recordado por unir a los sijs y fundar el próspero imperio sij. También es recordado por sus conquistas y la construcción de un bien entrenado y autosuficiente ejército Khalsa para proteger el imperio. Singh hizo de su imperio y de los sijs una fuerte fuerza política, por lo que es profundamente admirado y reverenciado en el sijismo. Después de su muerte, el imperio no logró establecer una estructura duradera para el gobierno sij o una sucesión estable, y el imperio sij comenzó a declinar. El Imperio Británico y el Sij lucharon dos guerras anglo-sijs, y la segunda terminó con el reinado del Imperio Sij. El sijismo en sí no decayó.

## En la cultura popular
Ranjit Singh fue retratado por Ejlal Ali Khan en una serie de televisión de 2010 basada en su vida, titulada Maharaja Ranjit Singh la cual fue transmitida en el canal DD National , producida por Babbar Films Private Limited de Raj Babbar. Un adolescente Ranjit fue retratado por Damanpreet Singh, en la serie de televisión de 2017 producida por Contiloe Entertainment y titulada Sher-e-Punjab: Maharajá Ranjit Singh la cual fue emitida en el canal Life OK.